# Kai-Uwe Steck
Kai-Uwe Steck (* 9. Oktober 1971) ist ein deutscher Anwalt für Steuer- und Finanzprodukte. Er war zwischen 2007 und 2015 in Dividendenstripping-Geschäfte (sogenannte „Cum-Ex“-Transaktionen) verwickelt, die später vom Bundesgerichtshof als Steuerhinterziehung beurteilt wurden.

## Werdegang
Steck studierte von 1992 bis 1997 Rechtswissenschaften an der Universität Osnabrück. Von 1997 bis 1999 arbeitete er als Wissenschaftlicher Mitarbeiter bei Theodor Baums am Institut für Handels- und Wirtschaftsrecht der Universität Osnabrück und wurde dort zum Thema „Die Regulierung von Investmentfonds im US-amerikanischen Recht“ promoviert.
Bis 2004 arbeitete er zusammen mit Hanno Berger bei Shearman & Sterling und wechselte mit diesem zu der mittlerweile insolventen US-Kanzlei Dewey Ballantine (später Dewey & LeBoeuf). 2010 gründete er zusammen mit Berger die Kanzlei Berger Steck & Kollegen. Die Kanzlei löste sich 2013 nach Ermittlungen gegen Berger und Steck wegen der Beratung zu Cum-Ex-Geschäften auf. Steck wechselte zur Kanzlei  Heuking Kühn Lüer Wojtek.
Seit 2016 ist er Managing Partner der Kanzlei Pontinova in Zürich in der Schweiz und Mitglied des Verwaltungsrates mit Einzelunterschrift.

## Cum-Ex-Skandal
Zusammen mit Berger beriet er Dividendenstripping-Transaktionen, die laut einem Bericht der Wochenzeitung Die Zeit einen Steuerschaden von über 55 Milliarden Euro verursacht haben.
Seinen Ausgang nahm diese Tätigkeit nach eigener Aussage von Steck 2005 mit einem Gutachten der Kanzlei  Freshfields Bruckhaus Deringer  für die Deutschlandtochter der australischen Bank  Macquarie.
Steck und Berger arbeiteten bei ihren Cum-Ex-Geschäften zu Beginn mit der Warburg Bank, der Bank J. Safra Sarasin und der Hypovereinsbank, der heutigen Unicredit Bank zusammen, dort mit dem mittlerweile gesuchten Paul Mora, und den 2020 verurteilten Martin Shields und Nicholas Diable.
Stecks Gewinn an diesen Geschäften soll sich nach eigener Aussage auf 50 Millionen Euro belaufen.

## Aufklärungsarbeit
Wegen dieser Geschäfte wurde gegen Steck ermittelt. Im Verlauf der Ermittlungen arbeitet Steck neben der Staatsanwaltschaft auch mit verschiedenen Investigativjournalisten zusammen und gab unter dem Pseudonym Benjamin Frey mehrere Interviews.
Steck trat 2019 in dem Verfahren gegen Shields und Diable als Zeuge auf sowie 2020 in dem Verfahren gegen den leitenden Warburg-Mitarbeiter Christian Schmid, welcher wegen Steuerhinterziehung in fünf Fällen zu fünf Jahren und sechs Monaten verurteilt wurde.
Stecks Aussage führte auch in dem Verfahren gegen den leitenden Warburg-Mitarbeiter Detlef Mertens zu einer Verurteilung wegen Steuerhinterziehung in zwei Fällen zu drei Jahren und sechs Monaten.
Auch die Verurteilungen der weiteren Warburg-Mitarbeiter Marcus Hagel zu vier Jahren und Martin Dörscher zu einem Jahr und neun Monaten basiert maßgeblich auf den Aussagen Stecks.
Steck trat auch im Strafverfahren gegen Hanno Berger als Zeuge auf. Berger wurde, jeweils wegen Steuerhinterziehung, im Dezember 2022 vom Landgericht Bonn zu einer Freiheitsstrafe von acht Jahren und im Mai 2023 vom Landgericht Wiesbaden zu acht Jahren und drei Monaten verurteilt.
2023 sagte Steck in den Verfahren gegen den Gründer der Duet Group, Henry Gabay, deren ehemaligen CEO, Osman Semerci, (Landgericht Bonn, Az. 29 KLs 1/23) und deren ehemaligen BackOffice-Mitarbeiter Vijaya Sankar aus. Alle drei Verfahren, in welchen es um den „Caerus II Equity Fund“ ging, der 2010 von der  Varengold Investment AG aufgelegt worden war, führten zu Haftstrafen.

## Strafverfahren
Am 21. November 2024 wurde vor dem Landgericht Bonn die Hauptverhandlung gegen Steck eröffnet (Aktenzeichen 62 KLS 1/24). Ihm wurden acht Fälle von besonders schwerer Steuerhinterziehung in den Jahren 2007 bis 2015 vorgeworfen, bei denen laut Anklage ein Steuerschaden von insgesamt 428 Millionen Euro entstanden sein soll. Steck gab an, an den Geschäften 50 Mio. Euro verdient zu haben, zahlte allerdings nur 11 Mio. Euro zurück. Steck ließ sich zunächst von Alfred Dierlamm und Tido Park verteidigen, wechselte 2024 aber zu Gerhard Strate. Am 3. Juni 2025 wurde Steck zu einer Freiheitsstrafe von einem Jahr und zehn Monaten verurteilt, die zur Bewährung ausgesetzt wurde.

## Taterträge
Im Jahr 2022 behauptete Steck im Zeugenstand, er habe das Geld auf ein Treuhandkonto überwiesen und legte eine Treuhandbestätigung eines Schweizer Wirtschaftsprüfers vor, datiert auf den 18. Oktober 2022. In seinem Strafverfahren sagte er am 7. Februar 2025 jedoch, dass es sich nicht um Geld, sondern um Aktien gehandelt habe. Beide Unternehmen seien in die Insolvenz gegangen und er sei an der Grenze seiner Leistungsfähigkeit.
Am 23. November 2022 hatte sein Treuhänder Arno Giovanni Zanetti als Präsident des Verwaltungsrates der Biohacks (Schweiz) AG (Handelsregister des Kantons Schwyz, Firmenbuchnummer CHW-190.158.727) einen Zeichnungsschein unterschrieben – über 50.000.000 Aktien der INNODIO SE (AG Frankfurt am Main, HRB 123279), heute EHTI Eurasia High Technology Industries SE, gegen Übertragung von 25.000 Geschäftsanteile der Biohacks GmbH (AG Düsseldorf HRB 73737). Diese erst am 13. Juli 2022 von der AG erworbenen Anteile der GmbH waren zuvor von einer Münchner Wirtschaftsprüfungsgesellschaft zum 31. Juli 2022 mit 101.734.000,00 € bewertet worden.
Am 30. März 2023 hat die Biohacks GmbH Insolvenzantrag beim Amtsgericht Düsseldorf gestellt (502 IN 47/23) und am 31. Juli die Masseunzulänglichkeit angezeigt. Am 9. Oktober 2023 wurde das Konkursverfahren der Biohacks (Schweiz) AG mangels Masse beendet.

## Verfilmung
In der Fernsehserie Die Affäre Cum-Ex ist die Figur des Sven Lebert (gespielt durch Nils Strunk) von Steck inspiriert.